# Into the Unknown (배드 릴리전의 음반)
| 전문가 평가                       | 전문가 평가 |
| 평가 점수                         | 평가 점수   |
| 출처                              | 점수        |
| --------------------------------- | ----------- |
| AllMusic                          | [ 4 ]       |
| Alternative Rock                  | 7/10        |
| The Encyclopedia of Popular Music | [ 8 ]       |
| The Great Rock Discography        | 7/10        |
| The Rolling Stone Album Guide     | [ 10 ]      |
| Spin Alternative Record Guide     | 3/10        |
| Ventura County Star               | B+          |
| The Village Voice                 | A−          |

《Into the Unknown》은 미국의 록 밴드 배드 릴리전의 두 번째 스튜디오 음반으로, 1983년 8월, 에피타프 레코드를 통해 발매되었다. 이 음반은 밴드의 이전 음반과 뚜렷이 구분되는 음악적 전환점을 보여준다. 하드코어 펑크 대신 느린 템포, 전자 오르간과 피아노의 사용, 그리고 프로그레시브 록에 영향을 받은 하드 록 사운드가 특징이다.
《Into the Unknown》은 베이시스트 폴 데도나와 드러머 데이비 골드먼이 참여한 유일한 배드 릴리전 음반이다. 데도나는 다음 녹음을 앞두고 밴드에서 방출되었으며, 팀 갈레고스로 교체되었다. 한편, 전 드러머 피트 파인스톤은 1986년에 밴드에 복귀하였다. 이 음반에는 배드 릴리전의 현재까지 가장 긴 곡인 〈Time and Disregard〉가 수록되어 있으며, 길이는 7분에 달한다.
《Into the Unknown》은 음악 평론가들로부터는 호평을 받았지만 상업적으로는 실패하였고, 기타리스트 브렛 구어위츠에 의해 "실수"로 묘사되기도 했다. 이 음반은 2010년 박스 세트 《30 Years of Bad Religion》에 바이닐 형식으로 포함되어 발매되기 전까지 어떤 형식으로도 재발매되지 않았으며, 단독으로는 여전히 재발매되지 않았다.

## 배경 및 제작
배드 릴리전은 데뷔 스튜디오 음반 《How Could Hell Be Any Worse?》 (1982년)를 홍보하는 투어 도중, 남부 캘리포니아 펑크 록 씬에 참여한 사람들의 분위기 변화에 주목하였다. 두 번째 음반의 녹음을 앞두고, 밴드 구성원들은 펑크는 끝났다고 단언하며 이 장르에서 벗어나기로 결정하였다.
데이브 톰프슨은 저서 《Alternative Rock》에서 이후의 녹음 세션에 대해 "좋을 때조차도 힘들었고, 나쁠 때는 재앙에 가까웠다"고 서술하였다. 기타리스트 브렛 구어위츠는 데뷔 음반 이후 이 음반이 급하게 제작된 이유에 대해, 밴드가 스스로를 진지하게 여기지 않았고, 오래 지속되지 않을 것이라 생각했기 때문이라고 설명하였다. 이는 데뷔 음반의 성공과 언더그라운드 음악계에서의 인기를 감안하더라도 마찬가지였다. 구어위츠는 이 음반의 제작에 별다른 고민이 들어가지 않았다고 밝혔다.
베이시스트 제이 벤틀리는 보컬리스트 그렉 그래핀이 롤랜드 주노-60 신시사이저를 과도하게 사용하는 것에 분노하여, 첫 번째 트랙을 녹음하는 도중 밴드를 탈퇴하였다. 드러머 피트 파인스톤은 영국 유학을 위해 밴드를 떠났고, 그의 자리는 데이비 골드먼이, 벤틀리의 자리는 폴 데도나가 대신하였다. 배드 릴리전은 이 음반의 제작 과정에서 프로듀서 톰 윌슨을 고용하여 협업하였다.

## 음악 스타일 및 영향
구어위츠와 다른 밴드 구성원들은 펑크 록에 빠지기 이전부터 프로그레시브 록에 깊은 관심을 가지고 있었으며, 프로그레시브와 아방가르드의 영향을 반영한 음반을 만들고자 했다. 이 음반은 느린 템포와 전자 오르간, 피아노 중심의 멜로디가 특징이다. 톰프슨은 이 음반의 사운드를 보컬리스트 그래핀이 선보이는 "작가주의적 키보드가 펑크와 초기 신스팝을 충돌시킨 뒤, 부드럽고 록적인 분위기와 예견된 듯한 상승 화음으로 나아간다"고 묘사하였다.

## 곡 목록
모든 곡들은 특별한 언급이 없는 한 그렉 그래핀에 의해 작사/작곡하였다.
| #  | 제목                       | 작사·작곡     | 재생 시간 |
| -- | -------------------------- | ------------- | --------- |
| 1. | 〈It's Only Over When…〉   |               | 3:36      |
| 2. | 〈Chasing the Wild Goose〉 | 브렛 구어위츠 | 2:50      |
| 3. | 〈Billy Gnosis〉           | 구어위츠      | 3:31      |
| 4. | 〈Time and Disregard〉     |               | 7:02      |

| #  | 제목                  | 작사·작곡 | 재생 시간 |
| -- | --------------------- | --------- | --------- |
| 5. | 〈The Dichotomy〉     | 구어위츠  | 4:52      |
| 6. | 〈Million Days〉      |           | 3:47      |
| 7. | 〈Losing Generation〉 |           | 3:37      |
| 8. | 〈…You Give Up〉      |           | 2:55      |